# Barreira
Barreira este un oraș în statul Ceará (CE) din Brazilia.